# Oonops endicus
Oonops endicus är en spindelart som beskrevs av Arthur M. Chickering 1971. Oonops endicus ingår i släktet Oonops och familjen dansspindlar. Inga underarter finns listade i Catalogue of Life.